# Земский собор 1642 года
Земский собор 1642 года — земский собор с повесткой, разрывать ли мир с турецким султаном и крымским ханом из-за крепости Азов, в случае решения продолжать войну, откуда брать ратных людей, деньги, хлебные и пушечные запасы.
Собор собран в связи с просьбой Донских казаков, изложенной в грамоте от 28 октября 1641 года, принять под защиту Азов, которым они владели. На Дон были отправлены 02 декабря 1641 года с грамотой и жалованием Афанасий Желябужский и подьячий Башмаков с заданием оценить обстановку, осмотреть крепость и прислать чертёж, которые возвратились в начале марта 1642 года с отрицательным решением о возможности быстрого восстановления частично разрушенной и сожжённой крепости и её удержании. При рассмотрении вопроса в Боярской думе было установлено, что потребуется не менее 10.000 тыс. войска и обойдётся всё это с учётом всех расходов в 221 тысячу рублей.

## Предыстория
Основная статья Азовское сидение.
Азов являлся важной приморской крепостью, входившей в состав могущественной тогда Османской (Турецкой) империи. Летом 1636 года донские казаки, сговорившись между собой и не испросив изволения царя Михаила Фёдоровича, самочинно осадили Азов. В Азове в это время находился турецкий посол Фома Кантакузен, к которому был направлен в качестве пристава дворянин Степан Чириков. Ему была дана царская грамота с обращением к донским казакам, чтобы они пропустили посла и с азовцами были в мире. Но казаки, еще до получения грамоты посоветовались между собой и решили: “над азовскими людьми промышлять, сколько милосердный Бог помощи даст”. Двинувшись под Азов, осадили крепость и стояли около него в течение 3-х недель. После приступа Азов был взят, а посол Ф. Кантакузен казнён. Взятие Азова казаки объясняли тем, что "азовцы с давних пор на наши границы и пограничные города и сёла нападали “беспрестанно” и “крестьянскую кровь невинную проливали и полон многий имели и за море продавали” и что более терпеть не могли и крепость взяли, а азовцев побили". После взятия Азова из Керчи, Тамани и других мест к крепости поспешили турки, татары и темрюковские черкасы. С ними был жестокий бой, их разбили, до Азова не допустили. В начале сентября крымские и ногайские отряды решили сделать набег на Русь, но казаки, узнав о походе, пошли на степные дороги и переправы и набег предотвратили, за что были пожалованы царским жалованием. В связи со взятием Азова и расположении там казацкого гарнизона набеги крымских татар и нагайцев с 1636 по 1641 год или прекратились или были локализованы, что отмечено в выступлении участников собора.
Царское правительство было радо тому обстоятельству, что крепость была взята, но жестокой расправы с послом и мусульманами одобрить не могли, что было отражено в грамоте от 20 сентября 1637 года.
Московское правительство, обеспокоенное известиями о предстоящем нападении крымского хана, решило обратиться за советом к Земскому собору. Обсудить крымские дела было необходимо в связи с тем, что брат крымского хана Богат-Гирея — Сафа-Гирей, опустошив набегом некоторые окраинные города государства, прислал в Москву угрожающее письмо, в котором он сообщал, что весной следующего года сам крымский хан нагрянет с большим войском и опустошит Русь за взятие Азова. Угроза не сбылась, весной 1638 года крымский хан с войском не появился, а казаки продолжали владеть Азовом.
В 1641 году турецкий султан Ибрагим I с войском и флотом двинулся к Азову и осадил его с моря и суши.
Перед московским правительством встал тяжёлый вопрос, что делать с Азовом. В таком затруднительном положении царь обратился за советом и содействием к Земскому собору.

## Состав собора
На соборе присутствовал царь Михаил Фёдорович. Численный состав посланный в Разрядный приказ: стольников — 10 чел., дворян московских — 22 чел., стрелецкие головы — 4 чел., жильцов — 12 чел., дворян и детей боярских из 42 городов — 115 чел., гостя — 3 чел, торговых людей гостиной сотни — 5 чел., торговых людей суконной сотни — 4 чел., посадских людей московских сотен и слобод — 20 чел., а всего по данным различных историков не менее 195 избранных и назначенных.

## Земский собор
По установленному обычаю, были разосланы призывные грамоты о присылке на собор выборных людей от всяких чинов. Собор собрался после 3 января 1642 года в Столовой избе. На заседании собора прочитал доклад думный дьяк Фёдор Лихачёв, в котором излагалась суть дела.  Соборяне разделились на 10 групп и все заседали по отдельности, а к каждой группе был приставлен дьяк, за исключением трёх групп дворян, у которых был только один дьяк. Каждая группа была опрошена письменно, письменно и давался ответ. На поставленные вопросы о мире или продолжении войны участники собора отвечали уклончиво. Духовенство говорило: “То дело, Государь, твоё государево и твоего царского синклита, мы же, твои богомольцы, должны молить Бога о благополучии всего мира…”. Остальные чины отвечали почти одинаково: “Принять ли Азов, или нет, в том его государева воля…”, а мы, холопы, служить Государю рады. Вслед за выражением такой готовности, земские люди, уездные служилые люди, гости, торговые и посадские люди, представители чёрных сотен и слобод жаловались на своё тяжёлое бедственное положение. Дворяне и дети боярские были за войну с турками и Азов закрепить за собой. На вопрос, откуда брать деньги, хлебные и пушечные запасы и каким путём собрать ратных людей, отвечали, что нужно брать со всех без разбору, а ратных людей с поместий, вотчин и монастырей. Предлагали собрать немалый отряд из стрельцов, солдат и охотников. Все выступавшие чины жаловались на народное разорение правящей бюрократией. Впервые на соборе прозвучала мысль о Донском казачестве, как об отдельной структуре, имевшей возможность решать государственные дела стратегического масштаба.
На соборе 1642 года царь Михаил Фёдорович уяснил, что начинать трудную войну Московскому государству не под силу, необходимо упорядочить внутреннюю жизнь государства, провести многие реформы, а потому было решено: “Азова от казаков не брать, приказать им Азов оставить и войны с турками не начинать”. Донскому казачьему войску 30 апреля 1642 года была направлена грамота с решением собора и обещанием жалования в случае возвращения на свои казацкие земли.

## Историки о Земском соборе
Б.П. Чичерин дал уничтожающую критику собора 1642 года: “В Азовском соборе виден упадок соборного устройства”. В.Н. Латкин детально разобрал соображения Б. П. Чичерина и доказал их несостоятельность: “Михаил Фёдорович был народным царём, управлял государством в интересах всех земских чинов и идти в разрез с народными желаниями было не в его духе. Собор был сословно-представительским органом, отражающий классовую структуру Русского государства”. П.П. Смирнов указывал:  ”городовые дворяне и дети боярские, добивались на соборе удовлетворения ряда своих требований и правительство было вынуждено слушать суровый приговор, что потом вылилось в реформы”, означенные на Земском соборе 1648 года и Соборного уложение 1649 года.